# Team Polti VisitMalta
Team Polti VisitMalta (Kod UCI: PTV) – włoska (do 2020 hiszpańska) zawodowa grupa kolarska, od sezonu 2021 należąca do dywizji UCI ProTeam.

## Nazwa grupy w poszczególnych latach
| lata      | nazwa                 |
| --------- | --------------------- |
| 2018      | Polartec-Kometa       |
| 2019      | Kometa                |
| 2020      | Kometa-Xstra          |
| 2021–2023 | Eolo-Kometa           |
| 2024      | Team Polti Kometa     |
| od 2025   | Team Polti VisitMalta |

## Sezony

### 2025

#### Skład
| Skład drużyny 2025      | Skład drużyny 2025   | Skład drużyny 2025 | Skład drużyny 2025                         |
| Imię i nazwisko         | Data urodzenia       | Państwo            | Poprzednia grupa                           |
| ----------------------- | -------------------- | ------------------ | ------------------------------------------ |
| Davide Bais             | 2 kwietnia 1998      | Włochy             | Cycling Team Friuli ASD (2020)             |
| Mattia Bais             | 19 października 1996 | Włochy             | Drone Hopper-Androni Giocattoli (2022)     |
| Aidan Buttigieg         | 18 lipca 1997        | Malta              | St George Continental Cycling Team (2024)  |
| Ludovico Crescioli      | 20 października 2003 | Włochy             | Team Technipes #inEmiliaRomagna (2024)     |
| Davide De Cassan        | 4 stycznia 2002      | Włochy             | Cycling Team Friuli ASD (2023)             |
| Pablo Garcia Frances    | 16 stycznia 2001     | Hiszpania          | Polti Kometa U23 (2024)                    |
| Germán Darío Gómez      | 8 marca 2001         | Kolumbia           | GW Shimano-Sidermec (2023)                 |
| Giovanni Lonardi        | 9 listopada 1996     | Włochy             | Bardiani CSF Faizanè (2021)                |
| Mirco Maestri           | 26 października 1991 | Włochy             | Bardiani CSF Faizanè (2021)                |
| Álex Martín             | 25 stycznia 2000     | Hiszpania          | Kometa U23 (2021)                          |
| Francisco Muñoz         | 24 czerwca 2001      | Hiszpania          | EOLO-Kometa U23 (2023)                     |
| Manuel Peñalver         | 10 grudnia 1998      | Hiszpania          | Burgos-BH (2023)                           |
| Andrea Pietrobon        | 11 marca 1999        | Włochy             | EOLO-Kometa U23 (2022)                     |
| Davide Piganzoli        | 8 lipca 2002         | Włochy             | EOLO-Kometa U23 (2022)                     |
| Gabriele Raccagni       | 5 lutego 2003        | Włochy             | Polti Kometa U23 (2024)                    |
| Javier Serrano          | 17 kwietnia 2001     | Hiszpania          | EOLO-Kometa U23 (2022)                     |
| Diego Sevilla           | 4 marca 1996         | Hiszpania          | Polartec-Fundación Alberto Contador (2017) |
| Fernando Tercero        | 28 grudnia 2001      | Hiszpania          | EOLO-Kometa U23 (2022)                     |
| Alessandro Tonelli      | 29 maja 1992         | Włochy             | VF Group-Bardiani CSF-Faizanè (2024)       |
| Samuele Zoccarato       | 9 stycznia 1998      | Włochy             | VF Group-Bardiani CSF-Faizanè (2024)       |
|                         |                      |                    |                                            |
| Źródło: ProCyclingStats |                      |                    |                                            |

#### Zwycięstwa
| Zwycięstwa | Zwycięstwa | Zwycięstwa | Zwycięstwa | Zwycięstwa | Zwycięstwa |
| Data       | Wyścig     | Państwo    | Kategoria  | Zwycięzca  |            |
| ---------- | ---------- | ---------- | ---------- | ---------- | ---------- |

### 2024

#### Skład
| Skład drużyny 2024      | Skład drużyny 2024   | Skład drużyny 2024 | Skład drużyny 2024                         |
| Imię i nazwisko         | Data urodzenia       | Państwo            | Poprzednia grupa                           |
| ----------------------- | -------------------- | ------------------ | ------------------------------------------ |
| Davide Bais             | 2 kwietnia 1998      | Włochy             | Cycling Team Friuli ASD (2020)             |
| Mattia Bais             | 19 października 1996 | Włochy             | Drone Hopper-Androni Giocattoli (2022)     |
| Davide De Cassan        | 4 stycznia 2002      | Włochy             | Cycling Team Friuli ASD (2023)             |
| Paul Double             | 25 czerwca 1996      | Wielka Brytania    | Human Powered Health (2023)                |
| Matteo Fabbro           | 10 kwietnia 1995     | Włochy             | Bora-Hansgrohe (2023)                      |
| Erik Fetter             | 5 kwietnia 2000      | Węgry              | Pannon (2019)                              |
| Andrea Garosio          | 12 czerwca 1993      | Włochy             | Biesse-Carrera (2022)                      |
| Germán Darío Gómez      | 8 marca 2001         | Kolumbia           | GW Shimano-Sidermec (2023)                 |
| Giovanni Lonardi        | 9 listopada 1996     | Włochy             | Bardiani CSF Faizanè (2021)                |
| Mirco Maestri           | 26 października 1991 | Włochy             | Bardiani CSF Faizanè (2021)                |
| David Martín            | 19 lutego 1999       | Hiszpania          | Kometa U23 (2021)                          |
| Álex Martín             | 25 stycznia 2000     | Hiszpania          | Kometa U23 (2021)                          |
| Francisco Muñoz         | 24 czerwca 2001      | Hiszpania          | EOLO-Kometa U23 (2023)                     |
| Manuel Peñalver         | 10 grudnia 1998      | Hiszpania          | Burgos-BH (2023)                           |
| Andrea Pietrobon        | 11 marca 1999        | Włochy             | EOLO-Kometa U23 (2022)                     |
| Davide Piganzoli        | 8 lipca 2002         | Włochy             | EOLO-Kometa U23 (2022)                     |
| Jhonatan Restrepo       | 28 listopada 1994    | Kolumbia           | GW Shimano-Sidermec (2023)                 |
| Javier Serrano          | 17 kwietnia 2001     | Hiszpania          | EOLO-Kometa U23 (2022)                     |
| Diego Sevilla           | 4 marca 1996         | Hiszpania          | Polartec-Fundación Alberto Contador (2017) |
| Fernando Tercero        | 28 grudnia 2001      | Hiszpania          | EOLO-Kometa U23 (2022)                     |
|                         |                      |                    |                                            |
| Źródło: ProCyclingStats |                      |                    |                                            |

#### Zwycięstwa
| Zwycięstwa     | Zwycięstwa                                   | Zwycięstwa | Zwycięstwa | Zwycięstwa        | Zwycięstwa |
| Data           | Wyścig                                       | Państwo    | Kategoria  | Zwycięzca         |            |
| -------------- | -------------------------------------------- | ---------- | ---------- | ----------------- | ---------- |
| 10 lut         | Tour of Antalya, 3. etap                     | Turcja     | 2.1        | Davide Piganzoli  |            |
| 11 lutego 2024 | Tour of Antalya, klasyfikacja generalna      | Turcja     | 2.1        | Davide Piganzoli  |            |
| 20 lut         | Tour du Rwanda, 3. etap                      | Rwanda     | 2.1        | Jhonatan Restrepo |            |
| 23 kwi         | Presidential Cycling Tour of Turkey, 3. etap | Turcja     | 2.Pro      | Giovanni Lonardi  |            |

### 2023

#### Skład
| Skład drużyny 2023                        | Skład drużyny 2023   | Skład drużyny 2023 | Skład drużyny 2023                         |
| Imię i nazwisko                           | Data urodzenia       | Państwo            | Poprzednia grupa                           |
| ----------------------------------------- | -------------------- | ------------------ | ------------------------------------------ |
| Vincenzo Albanese                         | 12 listopada 1996    | Włochy             | Bardiani CSF Faizanè (2020)                |
| Davide Bais                               | 2 kwietnia 1998      | Włochy             | Cycling Team Friuli ASD (2020)             |
| Mattia Bais                               | 19 października 1996 | Włochy             | Drone Hopper-Androni Giocattoli (2022)     |
| Simone Bevilacqua                         | 22 lutego 1997       | Włochy             | Vini Zabù (2021)                           |
| Alessandro Fancellu                       | 24 kwietnia 2000     | Włochy             |                                            |
| Erik Fetter                               | 5 kwietnia 2000      | Węgry              | Pannon (2019)                              |
| Lorenzo Fortunato                         | 9 maja 1996          | Włochy             | Vini Zabù-Brado-KTM (2020)                 |
| Andrea Garosio                            | 12 czerwca 1993      | Włochy             | Biesse-Carrera (2022)                      |
| Francesco Gavazzi                         | 1 sierpnia 1984      | Włochy             | Androni Giocattoli-Sidermec (2020)         |
| Giovanni Lonardi                          | 9 listopada 1996     | Włochy             | Bardiani CSF Faizanè (2021)                |
| Mirco Maestri                             | 26 października 1991 | Włochy             | Bardiani CSF Faizanè (2021)                |
| Álex Martín                               | 25 stycznia 2000     | Hiszpania          | Kometa U23 (2021)                          |
| David Martín                              | 19 lutego 1999       | Hiszpania          | Kometa U23 (2021)                          |
| Andrea Pietrobon                          | 11 marca 1999        | Włochy             | EOLO-Kometa U23 (2022)                     |
| Davide Piganzoli                          | 8 lipca 2002         | Włochy             | EOLO-Kometa U23 (2022)                     |
| Simone Raccani (1 sty–9 sie, Przypis)     | 2 marca 2001         | Włochy             | Zalf Euromobil Fior (2022)                 |
| Samuele Rivi                              | 11 maja 1998         | Włochy             | Tirol KTM Cycling Team (2020)              |
| Javier Serrano                            | 17 kwietnia 2001     | Hiszpania          | EOLO-Kometa U23 (2022)                     |
| Diego Sevilla                             | 4 marca 1996         | Hiszpania          | Polartec-Fundación Alberto Contador (2017) |
| Fernando Tercero                          | 28 grudnia 2001      | Hiszpania          | EOLO-Kometa U23 (2022)                     |
| Davide De Cassan (1 sie–31 gru, stażysta) | 4 stycznia 2002      | Włochy             | Cycling Team Friuli ASD (2023)             |
| Francisco Muñoz (1 sie–31 gru, stażysta)  | 24 czerwca 2001      | Hiszpania          | EOLO-Kometa U23 (2022)                     |
|                                           |                      |                    |                                            |
| Źródło: ProCyclingStats                   |                      |                    |                                            |

Przypis: Simone Raccani, koniec kariery

#### Zwycięstwa
| Zwycięstwa       | Zwycięstwa                                | Zwycięstwa | Zwycięstwa | Zwycięstwa        | Zwycięstwa |
| Data             | Wyścig                                    | Państwo    | Kategoria  | Zwycięzca         |            |
| ---------------- | ----------------------------------------- | ---------- | ---------- | ----------------- | ---------- |
| 29 kwi           | Vuelta a Asturias, 2. etap                | Hiszpania  | 2.1        | Lorenzo Fortunato |            |
| 30 kwietnia 2023 | Vuelta a Asturias, klasyfikacja generalna | Hiszpania  | 2.1        | Lorenzo Fortunato |            |
| 12 maj           | Giro d'Italia, 7. etap                    | Włochy     | 2.UWT      | Davide Bais       |            |
| 24 sie           | Tour du Poitou-Charentes, 3. a etap       | Francja    | 2.1        | Samuele Rivi      |            |

### 2022

#### Skład
| Skład drużyny 2022      | Skład drużyny 2022   | Skład drużyny 2022 | Skład drużyny 2022                         |
| Imię i nazwisko         | Data urodzenia       | Państwo            | Poprzednia grupa                           |
| ----------------------- | -------------------- | ------------------ | ------------------------------------------ |
| Vincenzo Albanese       | 12 listopada 1996    | Włochy             | Bardiani CSF Faizanè (2020)                |
| Davide Bais             | 2 kwietnia 1998      | Włochy             | Cycling Team Friuli ASD (2020)             |
| Simone Bevilacqua       | 22 lutego 1997       | Włochy             | Vini Zabù (2021)                           |
| Mark Christian          | 20 listopada 1990    | Wielka Brytania    | Canyon DHB p/b Soreen (2020)               |
| Márton Dina             | 11 kwietnia 1996     | Węgry              | Pannon (2019)                              |
| Alessandro Fancellu     | 24 kwietnia 2000     | Włochy             |                                            |
| Erik Fetter             | 5 kwietnia 2000      | Węgry              | Pannon (2019)                              |
| Lorenzo Fortunato       | 9 maja 1996          | Włochy             | Vini Zabù-Brado-KTM (2020)                 |
| Sergio García González  | 11 czerwca 1999      | Hiszpania          |                                            |
| Francesco Gavazzi       | 1 sierpnia 1984      | Włochy             | Androni Giocattoli-Sidermec (2020)         |
| Arturo Grávalos         | 2 marca 1998         | Hiszpania          |                                            |
| Giovanni Lonardi        | 9 listopada 1996     | Włochy             | Bardiani CSF Faizanè (2021)                |
| Mirco Maestri           | 26 października 1991 | Włochy             | Bardiani CSF Faizanè (2021)                |
| Álex Martín             | 25 stycznia 2000     | Hiszpania          | Kometa U23 (2021)                          |
| David Martín            | 19 lutego 1999       | Hiszpania          | Kometa U23 (2021)                          |
| Edward Ravasi           | 5 czerwca 1994       | Włochy             | UAE Team Emirates (2020)                   |
| Samuele Rivi            | 11 maja 1998         | Włochy             | Tirol KTM Cycling Team (2020)              |
| Alejandro Ropero        | 17 kwietnia 1998     | Hiszpania          |                                            |
| Diego Rosa              | 27 marca 1989        | Włochy             | Arkéa-Samsic (2021)                        |
| Diego Sevilla           | 4 marca 1996         | Hiszpania          | Polartec-Fundación Alberto Contador (2017) |
| Daniel Viegas           | 5 stycznia 1998      | Portugalia         |                                            |
|                         |                      |                    |                                            |
| Źródło: ProCyclingStats |                      |                    |                                            |

#### Zwycięstwa
| Zwycięstwa | Zwycięstwa                                      | Zwycięstwa | Zwycięstwa | Zwycięstwa        | Zwycięstwa |
| Data       | Wyścig                                          | Państwo    | Kategoria  | Zwycięzca         |            |
| ---------- | ----------------------------------------------- | ---------- | ---------- | ----------------- | ---------- |
| 23 sty     | Gran Premio Valencia                            | Hiszpania  | 1.2        | Giovanni Lonardi  |            |
| 22 cze     | Mistrzostwa Węgier – jazda indywidualna na czas | Węgry      | CN         | Erik Fetter       |            |
| 19 sie     | Tour du Limousin, 4. etap                       | Francja    | 2.1        | Vincenzo Albanese |            |

### 2021

#### Skład
| Skład drużyny 2021                        | Skład drużyny 2021   | Skład drużyny 2021 | Skład drużyny 2021                         |
| Imię i nazwisko                           | Data urodzenia       | Państwo            | Poprzednia grupa                           |
| ----------------------------------------- | -------------------- | ------------------ | ------------------------------------------ |
| Vincenzo Albanese                         | 12 listopada 1996    | Włochy             | Bardiani CSF Faizanè (2020)                |
| John Archibald                            | 14 listopada 1990    | Wielka Brytania    | Ribble Weldtite Pro Cycling (2020)         |
| Davide Bais                               | 2 kwietnia 1998      | Włochy             | Cycling Team Friuli ASD (2020)             |
| Manuel Belletti                           | 14 października 1985 | Włochy             | Androni Giocattoli-Sidermec (2020)         |
| Mark Christian                            | 20 listopada 1990    | Wielka Brytania    | Canyon DHB p/b Soreen (2020)               |
| Márton Dina                               | 11 kwietnia 1996     | Węgry              | Pannon (2019)                              |
| Alessandro Fancellu                       | 24 kwietnia 2000     | Włochy             |                                            |
| Erik Fetter                               | 5 kwietnia 2000      | Węgry              | Pannon (2019)                              |
| Lorenzo Fortunato                         | 9 maja 1996          | Włochy             | Vini Zabù-Brado-KTM (2020)                 |
| Mattia Frapporti                          | 2 lipca 1994         | Włochy             | Androni Giocattoli-Sidermec (2020)         |
| Sergio García González                    | 11 czerwca 1999      | Hiszpania          |                                            |
| Francesco Gavazzi                         | 1 sierpnia 1984      | Włochy             | Androni Giocattoli-Sidermec (2020)         |
| Arturo Grávalos                           | 2 marca 1998         | Hiszpania          |                                            |
| Luca Pacioni                              | 13 sierpnia 1993     | Włochy             | Androni Giocattoli-Sidermec (2020)         |
| Edward Ravasi                             | 5 czerwca 1994       | Włochy             | UAE Team Emirates (2020)                   |
| Samuele Rivi                              | 11 maja 1998         | Włochy             | Tirol KTM Cycling Team (2020)              |
| Alejandro Ropero                          | 17 kwietnia 1998     | Hiszpania          |                                            |
| Diego Sevilla                             | 4 marca 1996         | Hiszpania          | Polartec-Fundación Alberto Contador (2017) |
| Daniel Viegas                             | 5 stycznia 1998      | Portugalia         |                                            |
| Luca Wackermann                           | 13 marca 1992        | Włochy             | Vini Zabù-Brado-KTM (2020)                 |
| Vicente Hernaiz (1 sie–31 gru, stażysta)  | 28 listopada 1998    | Hiszpania          |                                            |
| David Martín (1 sie–31 gru, stażysta)     | 19 lutego 1999       | Hiszpania          | Kometa U23 (2021)                          |
| Davide Piganzoli (1 sie–31 gru, stażysta) | 8 lipca 2002         | Włochy             | Ciclistica Trevigliese (2020)              |
|                                           |                      |                    |                                            |
| Źródło: ProCyclingStats                   |                      |                    |                                            |

#### Zwycięstwa
| Zwycięstwa      | Zwycięstwa                                      | Zwycięstwa | Zwycięstwa | Zwycięstwa        | Zwycięstwa |
| Data            | Wyścig                                          | Państwo    | Kategoria  | Zwycięzca         |            |
| --------------- | ----------------------------------------------- | ---------- | ---------- | ----------------- | ---------- |
| 22 maj          | Giro d'Italia, 14. etap                         | Włochy     | 2.UWT      | Lorenzo Fortunato |            |
| 16 cze          | Adriatica Ionica Race, 2. etap                  | Włochy     | 2.1        | Lorenzo Fortunato |            |
| 17 czerwca 2021 | Adriatica Ionica Race, klasyfikacja generalna   | Włochy     | 2.1        | Lorenzo Fortunato |            |
| 17 cze          | Mistrzostwa Węgier – jazda indywidualna na czas | Węgry      | CN         | Erik Fetter       |            |
| 20 wrz          | Tour du Limousin, 4. etap                       | Francja    | 2.1        | Erik Fetter       |            |

### 2020

#### Skład
| Skład drużyny 2020                               | Skład drużyny 2020 | Skład drużyny 2020 | Skład drużyny 2020                         |
| Imię i nazwisko                                  | Data urodzenia     | Państwo            | Poprzednia grupa                           |
| ------------------------------------------------ | ------------------ | ------------------ | ------------------------------------------ |
| Juan Camacho del Fresno (1 sty–17 sty)           | 24 lipca 1995      | Hiszpania          | Polartec-Fundación Alberto Contador (2017) |
| Márton Dina                                      | 11 kwietnia 1996   | Węgry              | Pannon (2019)                              |
| Alessandro Fancellu (1 sty–31 lip)               | 24 kwietnia 2000   | Włochy             |                                            |
| Erik Fetter                                      | 5 kwietnia 2000    | Węgry              | Pannon (2019)                              |
| Giacomo Garavaglia (1 sty–30 wrz)                | 3 lipca 1996       | Włochy             | Colpack (2019)                             |
| Sergio García González                           | 11 czerwca 1999    | Hiszpania          |                                            |
| José Antonio García Martín                       | 16 sierpnia 1996   | Hiszpania          |                                            |
| Arturo Grávalos (1 sie–31 gru, stażysta)         | 2 marca 1998       | Hiszpania          |                                            |
| Mathias Larsen                                   | 2 maja 1999        | Dania              | Waoo (2019)                                |
| Eduardo Pérez-Landaluce (1 sie–31 gru, stażysta) | 1 maja 1998        | Hiszpania          |                                            |
| Antonio Puppio                                   | 28 kwietnia 1999   | Włochy             | GSC Viris Vigevano Lomellina (2018)        |
| Alejandro Ropero                                 | 17 kwietnia 1998   | Hiszpania          |                                            |
| Diego Sevilla                                    | 4 marca 1996       | Hiszpania          | Polartec-Fundación Alberto Contador (2017) |
| Riccardo Verza                                   | 22 sierpnia 1997   | Włochy             | Zalf Euromobil Désirée Fior (2019)         |
| Daniel Viegas                                    | 5 stycznia 1998    | Portugalia         |                                            |
|                                                  |                    |                    |                                            |
| Źródło: ProCyclingStats                          |                    |                    |                                            |

#### Zwycięstwa
| Zwycięstwa | Zwycięstwa                        | Zwycięstwa | Zwycięstwa | Zwycięstwa       | Zwycięstwa |
| Data       | Wyścig                            | Państwo    | Kategoria  | Zwycięzca        |            |
| ---------- | --------------------------------- | ---------- | ---------- | ---------------- | ---------- |
| 29 sie     | Giro Ciclistico d’Italia, 1. etap | Włochy     | 2.2U       | Alejandro Ropero |            |

### 2019

#### Skład
| Skład drużyny 2019                       | Skład drużyny 2019 | Skład drużyny 2019 | Skład drużyny 2019                         |
| Imię i nazwisko                          | Data urodzenia     | Państwo            | Poprzednia grupa                           |
| ---------------------------------------- | ------------------ | ------------------ | ------------------------------------------ |
| Juan Camacho del Fresno                  | 24 lipca 1995      | Hiszpania          | Polartec-Fundación Alberto Contador (2017) |
| Isaac Cantón                             | 13 czerwca 1996    | Hiszpania          | Polartec-Fundación Alberto Contador (2017) |
| José Antonio García Martín               | 16 sierpnia 1996   | Hiszpania          |                                            |
| Michele Gazzoli                          | 4 marca 1999       | Włochy             |                                            |
| Juan Pedro López (1 sty–31 lip)          | 31 lipca 1997      | Hiszpania          | Polartec-Fundación Alberto Contador (2017) |
| Stefano Oldani                           | 10 stycznia 1998   | Włochy             | Colpack (2018)                             |
| Antonio Puppio                           | 28 kwietnia 1999   | Włochy             | GSC Viris Vigevano Lomellina (2018)        |
| Michel Ries                              | 11 marca 1998      | Luksemburg         | UC Dippach (2017)                          |
| Diego Sevilla                            | 4 marca 1996       | Hiszpania          | Polartec-Fundación Alberto Contador (2017) |
| Márton Dina (27 maj–31 gru)              | 11 kwietnia 1996   | Węgry              | Pannon (2019)                              |
| Samuele Rubino                           | 29 stycznia 2000   | Włochy             |                                            |
| Daniel Viegas                            | 5 stycznia 1998    | Portugalia         |                                            |
|                                          |                    |                    |                                            |
| Źródła: ProCyclingStats Cycling Quotient |                    |                    |                                            |

### 2018

#### Skład
| Skład drużyny 2018                        | Skład drużyny 2018 | Skład drużyny 2018 | Skład drużyny 2018                          |
| Imię i nazwisko                           | Data urodzenia     | Państwo            | Poprzednia grupa                            |
| ----------------------------------------- | ------------------ | ------------------ | ------------------------------------------- |
| Miguel Ángel Ballesteros                  | 23 lipca 1996      | Hiszpania          | Polartec-Fundación Alberto Contador (2017)  |
| Juan Camacho del Fresno                   | 24 lipca 1995      | Hiszpania          | Polartec-Fundación Alberto Contador (2017)  |
| Isaac Cantón                              | 13 czerwca 1996    | Hiszpania          | Polartec-Fundación Alberto Contador (2017)  |
| Patrick Gamper                            | 18 lutego 1997     | Austria            | Tirol Cycling Team (2017)                   |
| Michele Gazzoli                           | 4 marca 1999       | Włochy             |                                             |
| Awet Habtom                               | 1 stycznia 1998    | Erytrea            | Bike Aid (2017)                             |
| Kevin Inkelaar (1 sty–31 lip)             | 8 lipca 1997       | Holandia           | Lotto-Soudal U23 (2017)                     |
| Matteo Moschetti                          | 14 sierpnia 1996   | Włochy             | Viris Maserati-Sisal Matchpoint (2017)      |
| Wilson Peña                               | 7 kwietnia 1998    | Kolumbia           | Maltinti Lampadari-Banca di Cambiano (2017) |
| Michel Ries (1 sty–31 lip)                | 11 marca 1998      | Luksemburg         | UC Dippach (2017)                           |
| Diego Sevilla                             | 4 marca 1996       | Hiszpania          | Polartec-Fundación Alberto Contador (2017)  |
| Juan Pedro López (1 cze–31 gru)           | 31 lipca 1997      | Hiszpania          | Polartec-Fundación Alberto Contador (2017)  |
| Stefano Oldani (1 sie–31 gru, stażysta)   | 10 stycznia 1998   | Włochy             | Colpack (2018)                              |
| Alejandro Ropero (1 sie–31 gru, stażysta) | 17 kwietnia 1998   | Hiszpania          |                                             |
|                                           |                    |                    |                                             |
| Źródła: ProCyclingStats Cycling Quotient  |                    |                    |                                             |

#### Zwycięstwa
| Zwycięstwa | Zwycięstwa                      | Zwycięstwa | Zwycięstwa | Zwycięstwa       | Zwycięstwa |
| Data       | Wyścig                          | Państwo    | Kategoria  | Zwycięzca        |            |
| ---------- | ------------------------------- | ---------- | ---------- | ---------------- | ---------- |
| 22 lut     | Tour of Antalya, 1. etap        | Turcja     | 2.2        | Matteo Moschetti |            |
| 25 lut     | Tour of Antalya, 4. etap        | Turcja     | 2.2        | Matteo Moschetti |            |
| 4 mar      | International Rhodes Grand Prix | Grecja     | 1.2        | Matteo Moschetti |            |
| 10 mar     | Tour of Rhodes, 2. etap         | Grecja     | 2.2        | Matteo Moschetti |            |
| 22 mar     | Tour de Normandie, 4. etap      | Francja    | 2.2        | Matteo Moschetti |            |
| 25 mar     | Tour de Normandie, 7. etap      | Francja    | 2.2        | Matteo Moschetti |            |
| 8 sie      | Vuelta a Burgos, 2. etap        | Hiszpania  | 2.HC       | Matteo Moschetti |            |
| 16 sie     | Tour de Hongrie, 2. etap        | Węgry      | 2.1        | Matteo Moschetti |            |